# Ділан Арнольд
Ділан Арнольд (нар. 11 лютого 1994) — американський актор, відомий своєю роллю Ноя в романтичній драмі « Після» (2019) та її продовженні «Після сварки» (2020), Кемерона Елама у «Хелловіні» (2018) та її продовженні "Хелловін убиває " (2021) і Тео Енглера у телесеріалі «Ти» (2021). На сцені він зіграв Джастіна у постановках Роберта Агірре-Сакаса «Хороші хлопці» та «Правда» в Pasadena Playhouse у 2019 році

## Походження та навчання
Ділан Арнольд народився 11 лютого 1994 року в Сіетлі, штат Вашингтон (США). Він навчався в Школі мистецтв Університету Північної Кароліни.

## Кар'єра
У листопаді 2020 року Арнольда взяли на головну роль Тео Енглера для третього сезону серіалу психологічних трилерів Netflix «Ти».

## Фільмографія

### Кіно і телебачення
| Рік  | Назва                    | Роль                   | Примітки                            |
| ---- | ------------------------ | ---------------------- | ----------------------------------- |
| 2012 | Fat Kid Rules the World  | Дейл                   |                                     |
| 2014 | Лаги                     | Патрік                 |                                     |
| 2014 | 4-хвилинна миля          | Ерік Вайтголл          |                                     |
| 2014 | 7 хвилин                 | Джонні                 |                                     |
| 2017 | Коли ми піднімемося      | Молодий Гілберт Бейкер | Епізод: «Ніч II: Частини II і III»  |
| 2017 | Спецназ                  | Віп                    | 2 епізоди                           |
| 2017 | Ферма «Мадбаунд»         | Карл Етвуд             |                                     |
| 2018 | Нешвілл                  | Твіг Висецький         | 8 серій                             |
| 2018 | Судна ніч                | Генрі Бодро            | 3 епізоди                           |
| 2018 | Хелловін                 | Камерон Елам           |                                     |
| 2019 | Після                    | Ной Портер             |                                     |
| 2019 | В темряву                | Генк / Майкл           | 2 епізоди                           |
| 2019 | Покемон. Детектив Пікачу | хлопець                |                                     |
| 2020 | Після сварки             | Ной Портер             |                                     |
| 2021 | Хелловін убиває          | Камерон Елам           |                                     |
| 2021 | Ти                       | Тео Енглер             | Головний акторський склад (сезон 3) |
| 2023 | Оппенгеймер              | Френк Оппенгеймер      |                                     |
| 2024 | Леді в озері             | Стівен Завадзкі        | 5 епізодів                          |